# Наролин, Михаил Тихонович

Памятная стела М. Т. Наролину в Липецке

Михаи́л Ти́хонович Наро́лин (19 октября 1933, Перлёвка, Центрально-Чернозёмная область — 21 января 2011, Липецк) — губернатор Липецкой области (1993—1998), член Совета Федерации Федерального Собрания РФ (1993—1998).

## Биография
Родился 19 октября 1933 году в селе Перлёвка Семилукского района (ныне — Воронежской области). Окончил Воронежский сельскохозяйственный институт в 1957 году; работал инженером на Васильевской МТС Воловского района Липецкой области, главным инженером по техническому надзору и директором Воловской ремонтно-технической станции; с 1961 году — директор воловского районного объединения «Сельхозтехника»; с 1962 году — заместитель председателя липецкого областного объединения «Сельхозтехника»; с 1965 года — заместитель начальника областного управления сельского хозяйства.
С 1969 года — начальник отдела мелиорации и водного хозяйства Липецкого облисполкома. Руководил работами по созданию Матырского водохранилища. В 1975—1980 — руководитель областного управления сельского хозяйства; в 1980 году был избран заместителем, затем первым заместителем председателя исполкома Липецкого областного совета; в ноябре 1991 года назначен первым заместителем главы администрации области.
Состоял в КПСС до августа 1991 года.
11 апреля 1993 году состоялись всенародные выборы главы администрации области. На кресло губернатора претендовало 14 кандидатов.
М. Т. Наролин одержал убедительную победу, набрав 49,8 % голосов (ближайший преследователь В. Безруков — 7,8 %).
12 декабря 1993 года М. Т. Наролин избран депутатом Совета Федерации. В апреле 1995 года вошёл в оргкомитет движения Наш дом — Россия (которое В. С. Черномырдин называл «партией власти»). Строительство местной партячейки НДР началось с созыва административно-хозяйственного актива и объявление его ядром областного отделения партии.
В 1996 году стал членом Совета Федерации второго созыва. Был членом комитета Совета Федерации по аграрной политике.
12 апреля 1998 года прошли выборы главы администрации Липецкой области. О. П. Королёв получил 79,28 % голосов избирателей, М. Т. Наролин — 13,86 %, В. М. Подгорный — 1,16 %, В. Кузнецов — 0,47 % голосов, против всех кандидатов — 1,39 % от количества избирателей принявших участие в голосовании.
Он был большим любителем футбола. При нём футбольный клуб Металлург добился наилучшего результата за всю его историю. В сезоне 1997 клуб занял 2-е место в первой лиге ПФЛ сезона 1997.
Скончался 21 января 2011 года в липецкой больнице. Похоронен 24 января 2011 года на кладбище Трубного завода в Липецке.

## Семья
Сын Наролина — Александр Михайлович — заместитель губернатора Липецкой области, курирующий вопросы строительства и ЖКХ.

## Память
18 октября 2013 года в Липецке, в сквере на пересечении улиц Ленина и Желябова установлен памятник Михаилу Наролину. Авторы памятника: Юрий Гришко и Игорь Мазур.

## Награды
- Благодарность Президента Российской Федерации (30 мая 1998 года) — за добросовестный труд и последовательное проведение курса экономических реформ[3]